# Mórok
A mórok (spanyolul moros) a középkorban Maghreb, az Ibériai-félsziget, Szicília és Málta muszlim lakói voltak. A nevet később az arabokra is alkalmazták. Tulajdonképp észak-afrikai berber eredetűek voltak.

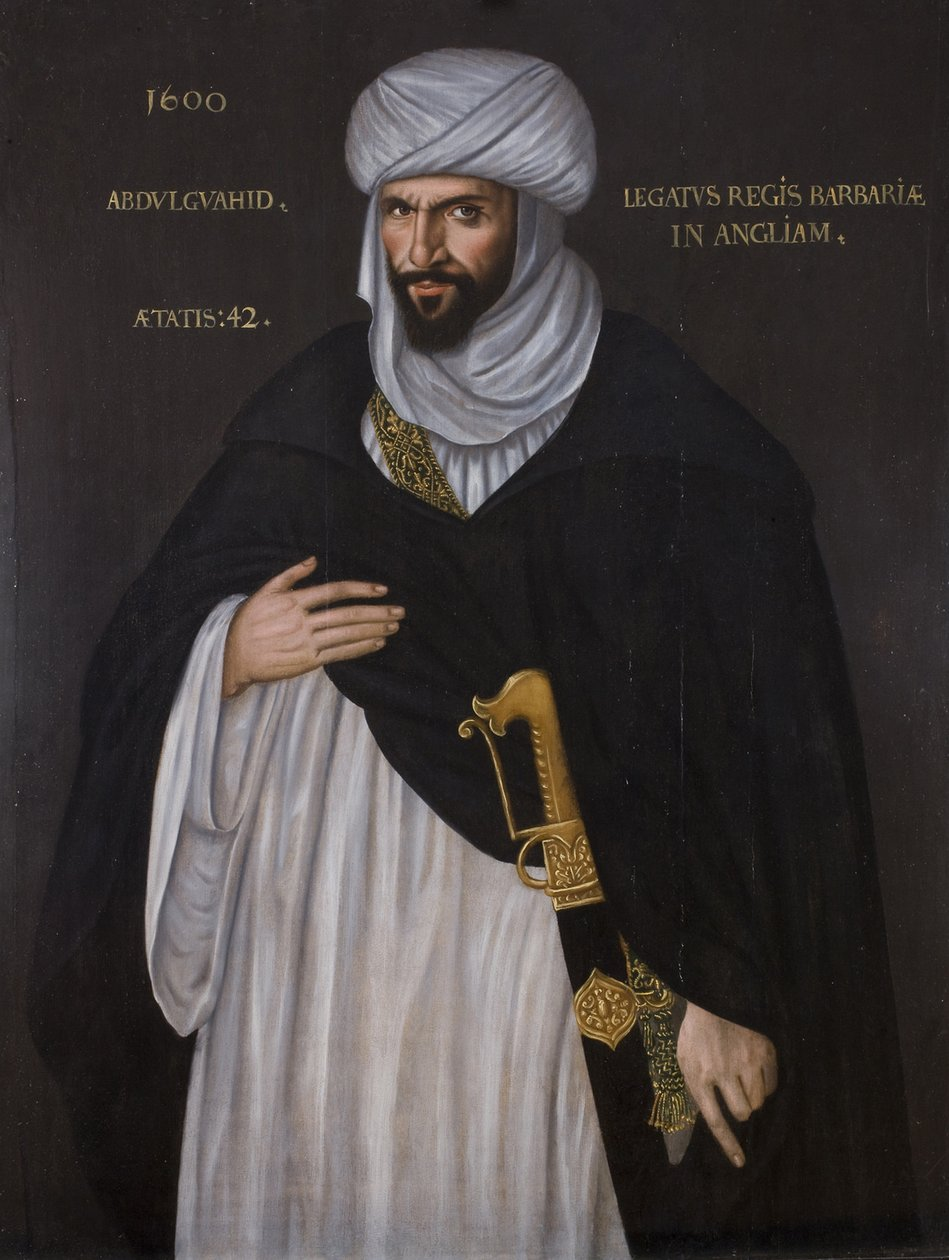
Abd el-Ouahed ben Messaoud ben Mohammed Anoun mór nagykövet I. Erzsébet angol királynő udvarában

A mór kifejezést leginkább Spanyolországban használták a keresztényektől való vallási és etnikai megkülönböztetés értelmében: vagyis minden iszlám vallású személyt mórnak neveztek. Erről a reconquista korában keletkezett Cantar de Mio Çid középkori hőskölteményből való idézet is tanúskodik.
Tőlük származnak az ún. moriszkók (morisco), azok a spanyolországi muszlimok, kik az araboknak a 15. század vége felé történt kiűzésekor, azért hogy az országban megmaradhassanak, külsőleg a keresztény keresztséget felvették. II. Fülöp király még erélyesebben folytatta a moriszkók üldözését; s ezért kb. 250 ezer vándorolt ki ez időben Észak-Afrikába, ahol a városok körül mint földművesek letelepedtek, majd az ottani muszlim lakossággal vegyültek.

## Nyelvük
A mórok egy vulgáris arab dialektust beszéltek („hispániai arab”), amely erősen különbözött a klasszikus arabtól. A 700 éves mór uralomnak köszönhetően – amelynek a Reconquista utolsó csatájában, 1492-ben Granada visszafoglalása vetett véget – számos arab szó honosodott meg a spanyol nyelvben. A berber nyelvet jóval kevesebben beszélték, így az nem is hagyott túl sok nyomot az újlatin szókincsben.

## A népnév eredete és egyéb használata
A mór népnév a középkori latin Morus szóból származik, ennek pedig a latin Maurus (a „Római Birodalom Mauretania tartományából való”) az eredete. A mór szót régen tágabb értelemben nemcsak a spanyolországi mórokra, hanem Észak-Afrika arab lakosságára is használták. Ezenkívül a mór szót gyakran általános értelemben a sötét bőrű emberekre is alkalmazták (innen származik a spanyol moreno, -na melléknév: „barna bőrű”).
Az Ibériai-félsziget keresztény visszahódítása (a Reconquista) után a muzulmán hitet (külsőleg) elhagyó mór újkeresztények és leszármazottait  moriszkóknak (spanyolul morisco, portugálul mourisco) hívták.
A moriszkók beolvaszthatatlanok maradtak. Spanyolországot nem a faji gyűlölet vezette (ez, úgy tűnik, soha nem jelenik meg ebben a küzdelemben), hanem a kultúra, a vallás gyűlölete. És gyűlöletének kitörése valójában tehetetlenségének elismerése. A moriszkók vidéktől függően egy, két, három évszázad elteltével is megmaradtak a hajdani móroknak. Mindent megőriztek: ruházatukat, vallásukat, nyelvüket, bezárt házaikat, mór fürdőiket. Elzárkóztak a nyugati kultúra elől, s ez a vita lényege.

## Történetük

### Üldözésük
1492-ben a spanyolok visszahódították Granadát. Ekkor Ferdinánd és Izabella a móroknak megígérték, hogy a spanyolokkal azonos jogokat fognak kapni, és a muszlim vallást szabadon gyakorolhatják. De ez az ígéret csak arra szolgált, hogy ne teljesítsék. 
Egy évvel Torquemada halála után, 1499-ben Cisneros bíboros, az új főinkvizítor (ld. spanyol inkvizíció) kampányt indított a mórok áttérítéséért. Granadában elvették a móroktól fő mecsetjüket, Cisneros kopói Granada lakóitól elkobozták az arab könyveket, s ünnepélyes autodafékon megégették őket. 
Az erőszakoskodások természetesen felháborították a mór lakosságot, és Granadában felkelés tört ki. A spanyolok éppen erre vártak. Fegyverrel letörték az ellenállást, és Cisneros a korona nevében ultimátumot intézett a mórokhoz: térjenek át a katolikus vallásra, vagy távozzanak Spanyolországból, de hátra kell hagyniuk minden vagyonukat, sőt még váltságdíjat is kell fizetniük. A mórok egy része áttért a kereszténységre, más részük elhagyta Spanyolországot, sokan pedig folytatták a fegyveres ellenállást, amelyet véglegesen 1501-ben nyomtak el. A volt granadai emírség mórjai ekkor már valamennyien áttértek a keresztény hitre. 
Egy év elteltével a korona kötelezte a Spanyolország más vidékein élő mohamedán mórokat is, hogy vagy térjenek át a katolikus vallásra, vagy hagyják el
Spanyolországot. Ezek többségükben kézművesek és parasztok voltak, s a spanyol hatóságoknak nem volt éppen ellenükre, hogy kifosszák őket, elvegyék jogaikat és engedelmes cselédeikké tegyék őket. Sorsukat megpecsételte V. Károly 1525-i rendelete, amely szerint Spanyolországban a muszlim vallást csak rabszolgák gyakorolhatják. 
A többségükben spanyolul nem értő arabok erőszakos katolizálását olyan papok végezték, akik nem beszéltek arabul; így az áttérítés pusztán formális jellegű volt, s ezer ürügyet szolgáltatott az inkvizíciónak arra, hogy az újonnan áttértek közül (akiket moriscó-knak neveztek) bárkit azzal vádoljon:
a muszlim hit titkos híve, azaz eretnek. A moriscóknak megtiltották, hogy arabul beszéljenek, arab ruhát viseljenek s hogy arab nevük legyen. Az üldözések és a kegyetlenkedések 1568-ban Granadában újabb felkelést váltottak ki, amelyet csak két év múlva nyomtak el. 
Attól tartva, hogy a moriscók átmennek a török vagy a marokkói szultánok, esetleg Spanyolország más ellenfeleinek oldalára, a spanyol korona a 17. század elején elhatározta, hogy minden moriscót kiűz Spanyolországból, amint ezt évszázadokkal korábban a zsidókkal tette. Az 1609-1614. években a 300
ezer spanyol moriscóból 275 ezer elhagyta az országot. Kiűzésük helyrehozhatatlan kárt okozott a spanyol gazdaságnak. Valenciában, ahol a lakosság negyedrésze moriscókból állott, távozásuk után hanyatlásnak indult a gabonakultúra, a cukornádkultúra és a kézművesség is. 